# Vem mördade skolan?
Vem mördade skolan? är ett TV-program på SVT som sändes under våren 2022. Programledare var komikern Jesper Rönndahl. Därtill medverkade Anna-Karin Wyndhamn och Jenny Maria Nilsson som sakkunniga experter. Programmet är en satirisk true crime-serie som undersöker det påstådda "mordet" på den svenska skolan. Programserien bestod av 6 avsnitt som var 30 minuter långa.

## Avsnitt
| Avsnitt | Avsnittets titel            | Sändes        | Ämnen                     | "Mordmisstänka" aktörer                                           |
| ------- | --------------------------- | ------------- | ------------------------- | ----------------------------------------------------------------- |
| 1       | "Torpeden från Katrineholm" | 4 april 2022  | Kommunaliseringen         | Göran Persson, Kjell-Olof Feldt                                   |
| 2       | "Julkonspirationen"         | 12 april 2022 | Friskolereformen          | Beatrice Ask, Peje Emilsson, Per Unckel, Anders Hultin, Odd Eiken |
| 3       | "En djävulsk plan"          | 19 april 2022 | Läroplan 94, "flumskolan" | Ulf P. Lundgren, Ingrid Carlgren                                  |
| 4       | "Hämnaren i Rom"            | 26 april 2022 | Betygen                   | Jan Björklund                                                     |
| 5       | "Mördarmaskinen"            | 3 maj 2022    | Digitaliseringen          | Carl Bildt, Gustav Fridolin, Ylva Johansson                       |
| 6       | "Sista spåret"              | 9 maj 2022    | Summering                 | Föräldrarna, den svenska skoldebatten                             |

## Kritik
Några kritiker, till exempel debattören Ivar Arpi och Expressens Viktor Malmhar inte uppskattat satir-seriens komiska inslag. Arpi menar att serien har ett infantilt tilltal och ifrågasätter programledarens påstående i det första programmet om att han arbetet med "mordutredningen" under två års tid.Andra skribenter har varit mer positiva, till exempel Fredrik Sandström som i Lärarförbundets medlemstidning Läraren skriver att ”Jesper Rönndahl tillsammans med sakkunniga, på ett informativt, pedagogiskt och underhållande sätt (om det bara inte vore så tragiskt), skildrat hur skolan har påverkats av många olika faktorer och radikalt förändrats de senaste trettio åren".I Dagens Nyheter kallar författaren Jonas Jonasson serien ”Ett underbart exempel på hur tunga ämnen kan paketeras fjäderlätt utan att tappa i substans. Stor journalistik, säger jag”.